# Classe no 1 (dragueur de mines)
Pour les articles homonymes, voir Classe No 1.
La Classe N° 1 est une classe de dragueurs de mines de la Marine impériale japonaise. Ces six navires de lutte anti-sous-marine ont été construits entre 1922 et 1929 en vertu du plan de Flotte huit-huit.

Ils sont répartis en deux sous-classes :
- Classe N° 1 dans le cadre du Traité de Washington de 1922 (1922-25)
- Classe N° 5 (1928-29)

## Contexte
En 1920, la Marine impériale japonaise met en place le plan de flotte huit-huit en gardant la leçon de la guerre russo-japonaise ou  elle perdit les cuirassés Hatsuse et Yashima sur collision avec des mines marines. Elle prévoit donc la construction de navires pour escorter leurs nouveaux cuirassés dans le cadre d'une Flotte combinée, les navires étant en même temps dragueur de mines et mouilleur de mines.

## Les unités

### ClasseN° 1
| Nom  | Chantier                | Quille            | Lancement     | Service       | Fin de carrière                                        | Photo |
| ---- | ----------------------- | ----------------- | ------------- | ------------- | ------------------------------------------------------ | ----- |
| N° 1 | Harima Zōsen            | 10 mai 1922       | 6 mars 1923   | 30 juin 1923  | coulé le 10 août 1945                                  |       |
| N° 2 | Mitsui & Co., Tama      | 12 avril 1922     | 17 mars 1923  | 30 juin 1923  | coulé le 1er mars 1942 Bataille du détroit de la Sonde |       |
| N° 3 | Ōsaka Iron Works Corp.  |                   | 29 mars 1923  | 30 juin 1923  | coulé le 9 avril 1945                                  |       |
| N° 4 | Arsenal naval de Sasebo | 1er décembre 1923 | 24 avril 1924 | 29 avril 1925 | sabordé le 11 juillet 1946 par Royal Navy              |       |

### ClasseN° 5
| Nom  | Chantier               | Quille       | Lancement       | Service         | Fin de carrière            | Photo |
| ---- | ---------------------- | ------------ | --------------- | --------------- | -------------------------- | ----- |
| N° 5 | Mitsui & Co., Tama     | 25 mars 1928 | 30 octobre 1928 | 25 février 1929 | 4 novembre 1944 Royal Navy |       |
| N° 6 | Ōsaka Iron Works Corp. | 10 mars 1928 | 29 octobre 1928 | 25 février 1929 | coulé le 26 décembre 1941  |       |